# Salvatore Joseph Battaglia
Salvatore „Sam“ Joseph Battaglia (* 5. November 1908 in Chicago, Illinois; † 7. September 1973) war ein US-amerikanischer Mobster der US-amerikanischen Cosa Nostra. Er galt als hochrangiges Mitglied des Chicago Outfits und war 1966 vermutlich der Anführer dieser Mafia-Familie.

## Biografie

### Die Battaglia-Brüder
Sam Battaglia hatte drei Brüder: Paul, Augie und Frank. Der älteste Bruder Paul war zunächst Mitglied bei den Gennas, dann 1925 Mitbegründer der berüchtigten Straßenbande Forty-Two Gang und wurde auch deren Anführer.
Erstmals inhaftiert wurde er aber erst am 24. Januar 1934 und zu einer Haftstrafe verurteilt. Mitinhaftierte waren insbesondere Willie Bioff und Nicky Dean Cicella, die sich später einen Namen bei der Erpressung der Hollywood-Studios machen sollten, sowie Frank Miller, ein Cousin der damals berüchtigten „Miller-Boys“. Paul betrieb eine Kneipe an der 819 West Madison, raubte aber gerne auch die kleinen mehr oder minder illegalen Spielhöllen aus, welche manchmal aber unter Kontrolle des Outfit standen. Als Frank Nitti Boss des Outfits wurde, machte er kurzen Prozess mit Paul; am 27. August 1938 wurde dieser auf offener Straße entführt und später erschossen aufgefunden.
Sam Battaglia hatte nun die Wahl, sich zu rächen oder aber die Ermordung seines Bruders zu akzeptieren. Offenbar entschloss er sich für letzteres und sollte 1966 kurzzeitig Boss des Outfit werden.
Augie galt als gewiefter Dieb, wurde ebenfalls Anführer der Forty-Two Gang und von jüngeren Gang-Mitgliedern – wie insbesondere Sam Giancana und John D’Arco – geradezu verehrt. Augie kam 1931 in einem der berüchtigten Arbeitskämpfe (Labor Slugger Wars) bei einer Schießerei mit der Polizei ums Leben. Zum Zeitpunkt seines Todes befanden sich Sam und Frank Battaglia in Gewahrsam; ihnen wurden aber die Habseligkeiten ihres Bruders überreicht. In ihrem Zorn plante die Forty-Two Gang, sich an den beteiligten Polizisten zu rächen, aber verwarf letztendlich dieses Vorhaben.
Frank Battaglia war für seine Raubüberfälle bekannt, bei denen er keinerlei Skrupel hatte. So überfiel er die schwangere Maria Pelletier, die aber offenbar Widerstand leistete, weshalb Frank der Mutter von vier Kindern in den Kopf schoss und mit anderen Mitgliedern der Bande, Sam Giancana, Marshall Caifano und John D’Arco, in einem Auto flüchtete.
Auch Sam war Mitglied der Forty-Two Gang; er war sehr groß und machte sich einen Namen als Muskelmann und setzte diese Körperlichkeit gerne auch für Erpressungen ein. 1924/25 kam er – er war zu diesem Zeitpunkt 16 Jahre alt – unter die Fittiche des Chicago Outfit, wie viele andere Mitglieder der Forty-Two Gang auch.

### Chicago Outfit
Zu dieser Zeit waren Johnny Torrio und Al Capone Anführer des Chicago Outfit; die Mafia-Familie befand sich mitten in gewalttätigen und mörderischen Auseinandersetzungen mit der irischen North Side Gang, angeführt von Dean O’Banion.
Battaglia entwickelte sich zu einem gefürchteten Kredithai und Geldeintreiber für das Outfit, dem die Opfer sogar ins Hinterzimmer des Restaurants Casa Madrid geliefert wurden, wo sie – auch mit Gewalt – gefügig gemacht oder sogar umgebracht wurden. Aus dieser Zeit stammt vermutlich sein Spitzname „Teets“, da er einem Gangster-Kollegen, welcher offenbar erstaunt über die brutale Behandlung der Opfer war, zugerufen haben soll: „Shaddup, or I'll bust ya in da teets!“ („Halts Maul oder ich schlag dir die Zähne ein!“).
1930 fiel er der allgemeinen Öffentlichkeit auf, weil er in den Überfall auf die Frau des Bürgermeisters „Big Bill“ Hale Thompson verwickelt war. Dabei war dem Polizisten Peter O’Malley, der als Chauffeur und Bodyguard der Dame fungierte, eine Pistole an den Kopf gehalten worden. Der Wert der Beute – im Wesentlichen der Schmuck der Bürgermeisterin – soll rund 15.000 US-Dollar betragen haben. Sam Battaglia wurde wenige Tage nach diesem Überfall verhaftet, musste mangels Beweisen aber wieder frei gelassen werden.
Er wurde in seiner dreißigjährigen Verbrecherkarriere etwa 25-mal verhaftet. Manchmal hatte er auch nur Glück. Als am 1. Dezember 1930 eine Gruppe von Pokerspielern, welche sich jeden Samstag traf und mit hohen Einsätzen spielte, ausgenommen werden sollte, wartete Sam mit laufendem Motor in einem Fluchtfahrzeug. Die Polizei hatte aber Wind von der Sache bekommen und war ebenfalls vor Ort. Bei der Schießerei kam einer der Spieler – der staatliche Eier-Inspektor Leonard Sonor – im Kreuzfeuer ums Leben und alle Bandenmitglieder außer Sam wurden verhaftet.
In einem Fall war Sam Bagtallia unter Kautionsbedingungen auf freien Fuß gesetzt worden, was ihn nicht davon abhielt, den Polizisten Martin Joyce im C&C Cafe – in Wahrheit ein Speakeasy – niederzuschießen. Sam und drei Komplizen schickten sich an, den Laden auszunehmen, und Joyce – zufällig Gast – gab ihnen mit gezogener Waffe zu verstehen, lieber zu verschwinden. Daraufhin schoss Sam den Polizisten nieder und die Bande ergriff die Flucht. Noch im gleichen Jahr soll Sam an der Entführung von Louis Kaplan beteiligt gewesen sein, einem wohlhabenden Autohausbesitzer, der für 100.000 US-Dollar wieder freigelassen wurde.
Seit den 1950er Jahren war Battaglia der Streetcrew unter Rocco DeGrazio eingeordnet, die in und um Elmwood Park ihr Unwesen trieb. Sam Battaglia entwickelte sich zu einer Geldmaschine für die Verbrecherorganisation, da er sich – neben Prostitution und Glücksspiel – im Geschäft mit Säften breitgemacht hatte und als „Juice-King von Chicago“ gesehen wurde. Unter Battaglia dienten dann andere bekannte Mafiamitglieder wie Albert „Obbie“ Frabotta, Felix „Milwaukee Phil“ Alderisio und Marshal Caifano. Battaglia, Alderisio, Jackie „The Lacky“ Cerone und Frankie Beto waren zusammen u. a. Eigentümer des Sahara North Hotel. Aus dieser Rolle als Geldmaschine für die Organisation resultierte vermutlich die Entscheidung, ihn als Oberhaupt des Chicago Outfit einzusetzen. Vorgänger Giancana hatte dagegen die Gewinne aus den Drogengeschäften im Prinzip für sich alleine behalten.

### Ende
Justizialen Beistand erfuhr Sam Battaglia von Sidney Korshak, der von den späten 1950ern bis in die 1970er Jahre als der hauptsächliche juristische Vertreter und Berater der „Familie“ gelten kann. Seine Intensivtäterschaft blieb nicht unbemerkt; entsprechende Akten der Justiz und Polizei brachten ihn in insgesamt zwölf Fällen mit Erpressung, Raub, Mord und Totschlag in Verbindung.
Und so musste auch Battaglia vor dem damaligen „McClellan-Ausschuss“ (heute: United States Senate Committee on Homeland Security and Governmental Affairs) aussagen. Bei seinen Vorladungen machte er in über sechzig Fällen von seinem Schweigerecht nach dem 5. Zusatzartikel zur Verfassung der Vereinigten Staaten Gebrauch, um sich nicht selbst zu belasten. Letztendlich wurde er 1966 verhaftet und 1967 zu einer Gefängnisstrafe von 15 Jahren verurteilt.
Er starb 1973 in Haft an Krebs.

## Familie
Seine Enkel – die Brüder Anthony und Jonathan „Bates“ Battaglia – waren professionelle Eishockeyspieler; Bates gewann 2004 bei der Weltmeisterschaft mit der US-amerikanischen Nationalmannschaft eine Bronzemedaille.